# Prieuré de Monk Bretton
Le prieuré de Monk Bretton est un prieuré médiéval en ruine situé dans le village de Lundwood et à proximité de Monk Bretton, dans le Yorkshire du Sud, en Angleterre.

## Histoire
À l'origine un monastère de l'ordre clunisien, il est situé dans le village de Lundwood, dans l'arrondissement de Barnsley, en Angleterre. Il est fondé en 1154 sous le nom de Prieuré Sainte-Marie-Madeleine de Lund par Adam Fitswane, situé sur le Lund, du vieux norrois. Au fil du temps, le prieuré prend le nom du village voisin de Bretton pour être communément appelé Monk Bretton Priory.

## Le legs Notton
John de Birthwaite est prieur en 1350. Cette année-là, William de Notton, un puissant propriétaire foncier local, qui devient plus tard Lord Chief Justice of Ireland, et son épouse Isabel, lui cèdent les terres de Fishlake, Monk Bretton, Moseley et Woolley. Le but de la donation est de construire une chapelle chantry à l'église Woolley. Notton ordonne que des prières soient dites pour son âme, celle d'Isabel, de leurs enfants, ainsi que celle du roi Édouard III, de la reine Philippa de Hainaut et de leurs enfants. La date suggère que Notton a accordé ce don pour remercier de la fin de la première épidémie de peste noire.

## Dissolution
Le monastère ferme le 30 novembre 1538 lors de la dissolution et le site devient la propriété de la famille Blithman. En 1580, le terrain est de nouveau vendu à George Talbot, 6e comte de Shrewsbury, qui cède le domaine à son quatrième fils Henry lors de son mariage avec Elizabeth Rayner. Le site est un monument ancien classé et est maintenant sous la garde de l'English Heritage.
Des fouilles concentrées sur l'église et le cloître ont lieu sur le site dans les années 1920 et publiées par la Yorkshire Archaeological Society. D'autres fouilles largement non enregistrées par le ministère des Travaux publics ont lieu dans les années 1950. Plus récemment, le site fait l'objet d'un projet d'enquête et de fouille dirigé par Hugh Willmott de l'Université de Sheffield.